# Back Bay (zatoka na południowy zachód od Halifaksu)
Back Bay – zatoka (ang. bay) w kanadyjskiej prowincji Nowa Szkocja, w hrabstwie Halifax, na północny zachód od miejscowości Halifax; nazwa urzędowo zatwierdzona 27 czerwca 1907.